# 8642 Shawnkerry
8642 Shawnkerry eller 1988 RZ11 är en asteroid i huvudbältet som upptäcktes den 14 september 1988 av den amerikanska astronomen Schelte J. Bus vid Siding Spring-observatoriet. Den är uppkallad efter upptäckarens fru, Shawn Kerry Moore Bus.